# Benedetto Cappelletti
Benedetto Cappelletti (Rieti, 2 de novembro de 1764 - Rieti, 15 de maio de 1834) foi um cardeal italiano.

## Biografia
Nasceu em Rieti em 2 de novembro de 1764. De uma família de barões da nobreza local. Filho do Barão Muzio Cappelletti e Caterina Colelli.
Estudou humanidades na abadia de Montecassino e ingressou no estado eclesiástico.
Ordenado (sem mais informações encontradas). Camareiro Privado. Cônego coadjutor do capítulo da basílica patriarcal liberiana, agosto de 1796; cânon em fevereiro de 1801. Ab legatolevar o barrete vermelho ao novo cardeal Filippo Casoni em Madri em 1801. Referendário dos Tribunais da Assinatura Apostólica da Justiça e da Graça, julho de 1802. Relator da SC do Bom Governo, abril de 1802. Protonotário apostólico. Ao recusar-se a prestar juramento de fidelidade ao governo napoleónico, foi deportado, primeiro para Piacenza (1810) e depois para a ilha de Capraia (1812). Membro da Comissão de Bens Eclesiásticos, maio de 1814. Delegado apostólico em Viterbo, setembro de 1814. Delegado apostólico em Macerata, novembro de 1818. Delegado apostólico em Urbino, março de 1823. Delegado apostólico em Pesaro. Governador da cidade de Roma e vice-camerlengo da Santa Igreja Romana, em 1º de fevereiro de 1829; confirmado pelo Sagrado Colégio dos Cardeais, em 11 de fevereiro de 1829, durante a sede vacante; permaneceu no cargo até 2 de julho de 1832.
Criado cardeal e reservado in pectore no consistório de 30 de setembro de 1831; publicado no consistório de 2 de julho de 1832; recebeu chapéu vermelho, 5 de julho de 1832; e o título de S. Clemente, 17 de dezembro de 1832.
Eleito bispo de Rieti em 29 de julho de 1833. Consagrado em 15 de agosto de 1833, na igreja de S. Maria in Campitelli, Roma, pelo cardeal Pietro Francesco Galleffi, auxiliado por Giuseppe della Porta Rodiani, patriarca latino titular de Constantinopla, vice-gerente de Roma, e por Gabriele Ferretti, arcebispo titular de Selêucia na Isáuria, núncio na Sicília.
Morreu em Rieti em 15 de maio de 1834. Exposto e enterrado na catedral de Rieti.